# خودایمنی
خودایمنی دسته‌ای از اختلالات دستگاه ایمنی است که در آن برخی از سلول‌ها و مولکول‌های درون بدن، بیگانه تلقی شده و به اشتباه مورد حملهٔ دستگاه ایمنی بدن قرار می‌گیرند. به این ترتیب علیه سلول‌های خودی پاسخ ایمنی ایجاد می‌شود و دستگاه ایمنی به مبارزه با آن‌ها می‌پردازد.
بیماری خودایمنی به مجموعه‌ای از بیماری‌هایی گفته می‌شود که در برابر بافت‌های خودی، آنتی‌بادی تولید می‌کنند، این عمل باعث تخریب و اختلال در عملکرد بافت مذکور می‌شود .
علل بروز این اختلال در دستگاه ایمنی بدن هنوز مشخص نیست، با این حال، این واکنش ممکن است در اثر تولید نابه‌جا و نامتناسب پادتن‌هایی باشد که علیه پروتئین‌های سلول‌های بدن به وجود می‌آیند (اتوآنتی‌بادی).
از جمله بیماری‌های خودایمنی می‌توان اسکلروز چندگانه (تخریب پوشش میلینی اطراف سلول‌های عصبی مغز و نخاع)، کولیت اولسروز، بیماری کرون، دیابت نوع یک (تخریب جزایر لانگرهانس)، گریوز، میاستنی گراویس، کهیر خود ایمنی، تیروئید هاشیموتو، انواع کم‌کاری و پرکاری تیروئید، ویتیلایگو، آرتریت روماتوئید و روماتیسم قلبی را نام برد.

## انواع
بیماری‌های اتوایمیون براساس نوع سلول‌های درگیر (مانند T-Cell و B cell) یا سیستم ایمنی سلولی یا هومورال متفاوتند.